# Chooz
Chooz ([ʃo], en wallon Tchô) est une commune française située dans le département des Ardennes, en région Grand Est. La commune de Chooz est surtout connue pour sa centrale nucléaire.

## Géographie

### Situation
Chooz se situe dans la vallée de la Meuse et au cœur du massif ardennais, au nord de la pointe de Givet.
Au XIXe siècle elle avait comme écarts : 
- la Briqueterie, sur le chemin de Ham à Givet ;
- les Trois fontaines, presque à l'entrée de Givet où l'on extrayait des pierres bleues ;
- le Bâtis ;
- le Hayaumé ;
- la chapelle Saint-Roch.

### Communes limitrophes
| Foisches      | Givet    | Rancennes    |
| Ham-sur-Meuse | Chooz    | Charnois     |
| Ham-sur-Meuse | Hargnies | Landrichamps |

### Hydrographie
La commune est dans le bassin versant de la Meuse au sein du bassin Rhin-Meuse. Elle est drainée par la Meuse, le canal de l'Est Branche-Nord, la Houille, le ruisseau Fond des Vaux et le ruisseau de Bourifosse,.
La Meuse, d'une longueur de 486 km dans sa partie française, est un fleuve européen qui prend sa source en France, dans la commune du Châtelet-sur-Meuse, à 409 mètres d'altitude, et se jette dans la mer du Nord après un cours long d'approximativement 950 kilomètres traversant la France, la Belgique et les Pays-Bas. La commune est enserrée dans un méandre de la Meusequi se développe sur une longueur d'environ 5,9 km.
Le canal de l'Est Branche-Nord, d'une longueur de 141 km, est un chenal et un cours d'eau naturel navigable qui relie Givet à Troussey, où il rejoint le canal de la Marne au Rhin. Il traverse la commune dans sa partie nord sur une longueur d'environ 1 km.
L'Houille, d'une longueur de 16 km, prend sa source dans la commune de Hargnies et se jette  dans la Meuse à Givet, après avoir traversé six communes.

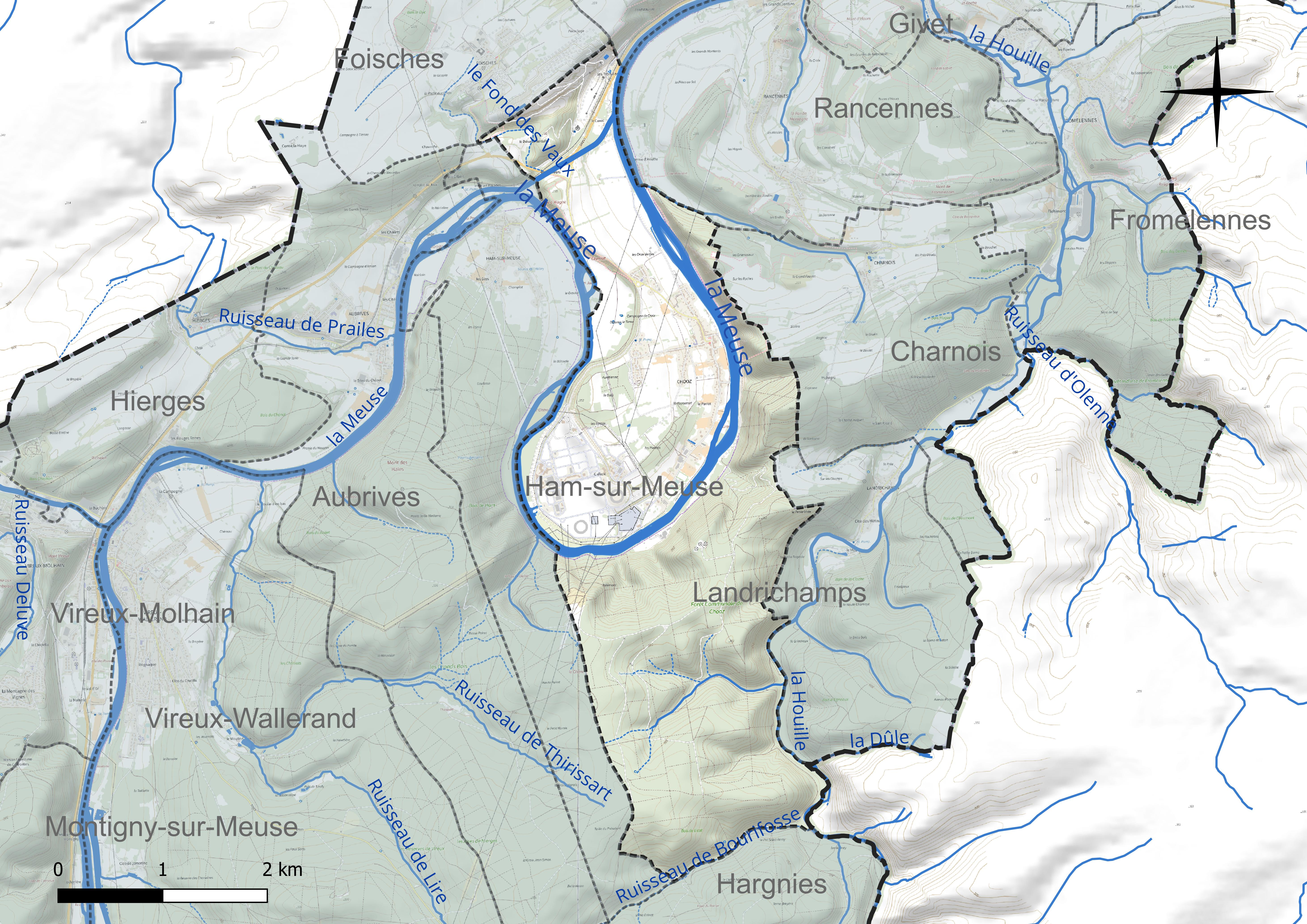
Réseau hydrographique de Chooz.

### Climat
Pour des articles plus généraux, voir Climat du Grand Est et Climat des Ardennes.
En 2010, le climat de la commune est de type climat de montagne, selon une étude du Centre national de la recherche scientifique s'appuyant sur une série de données couvrant la période 1971-2000. En 2020, Météo-France publie une typologie des climats de la France métropolitaine dans laquelle la commune est exposée à un climat océanique altéré et est dans la région climatique Lorraine, plateau de Langres, Morvan, caractérisée par un hiver rude (1,5 °C), des vents modérés et des brouillards fréquents en automne et hiver.
Pour la période 1971-2000, la température annuelle moyenne est de 10 °C, avec une amplitude thermique annuelle de 15,7 °C. Le cumul annuel moyen de précipitations est de 1 048 mm, avec 14,5 jours de précipitations en janvier et 9,8 jours en juillet. Pour la période 1991-2020, la température moyenne annuelle observée sur la station météorologique de Météo-France la plus proche, « Rocroi », sur la commune de Rocroi à 28 km à vol d'oiseau, est de 9,5 °C et le cumul annuel moyen de précipitations est de 1 210,4 mm. 
La température maximale relevée sur cette station est de 37,6 °C, atteinte le 25 juillet 2019 ; la température minimale est de −14,7 °C, atteinte le 4 février 2012,,.
Les paramètres climatiques de la commune ont été estimés pour le milieu du siècle (2041-2070) selon différents scénarios d'émission de gaz à effet de serre à partir des nouvelles projections climatiques de référence DRIAS-2020. Ils sont consultables sur un site dédié publié par Météo-France en novembre 2022.

## Urbanisme

### Typologie
Au 1er janvier 2024, Chooz est catégorisée bourg rural, selon la nouvelle grille communale de densité à 7 niveaux définie par l'Insee en 2022.
Elle est située hors unité urbaine. Par ailleurs la commune fait partie de l'aire d'attraction de Givet, dont elle est une commune de la couronne,. Cette aire, qui regroupe 11 communes, est catégorisée dans les aires de moins de 50 000 habitants,.

### Occupation des sols
L'occupation des sols de la commune, telle qu'elle ressort de la base de données européenne d’occupation biophysique des sols Corine Land Cover (CLC), est marquée par l'importance des forêts et milieux semi-naturels (53,8 % en 2018), une proportion identique à celle de 1990 (53,8 %). La répartition détaillée en 2018 est la suivante : 
forêts (53,8 %), prairies (10,8 %), zones agricoles hétérogènes (8,9 %), zones industrielles ou commerciales et réseaux de communication (8,4 %), eaux continentales (7,5 %), zones urbanisées (4,6 %), terres arables (3,3 %), mines, décharges et chantiers (2,7 %). L'évolution de l’occupation des sols de la commune et de ses infrastructures peut être observée sur les différentes représentations cartographiques du territoire : la carte de Cassini (XVIIIe siècle), la carte d'état-major (1820-1866) et les cartes ou photos aériennes de l'IGN pour la période actuelle (1950 à aujourd'hui).

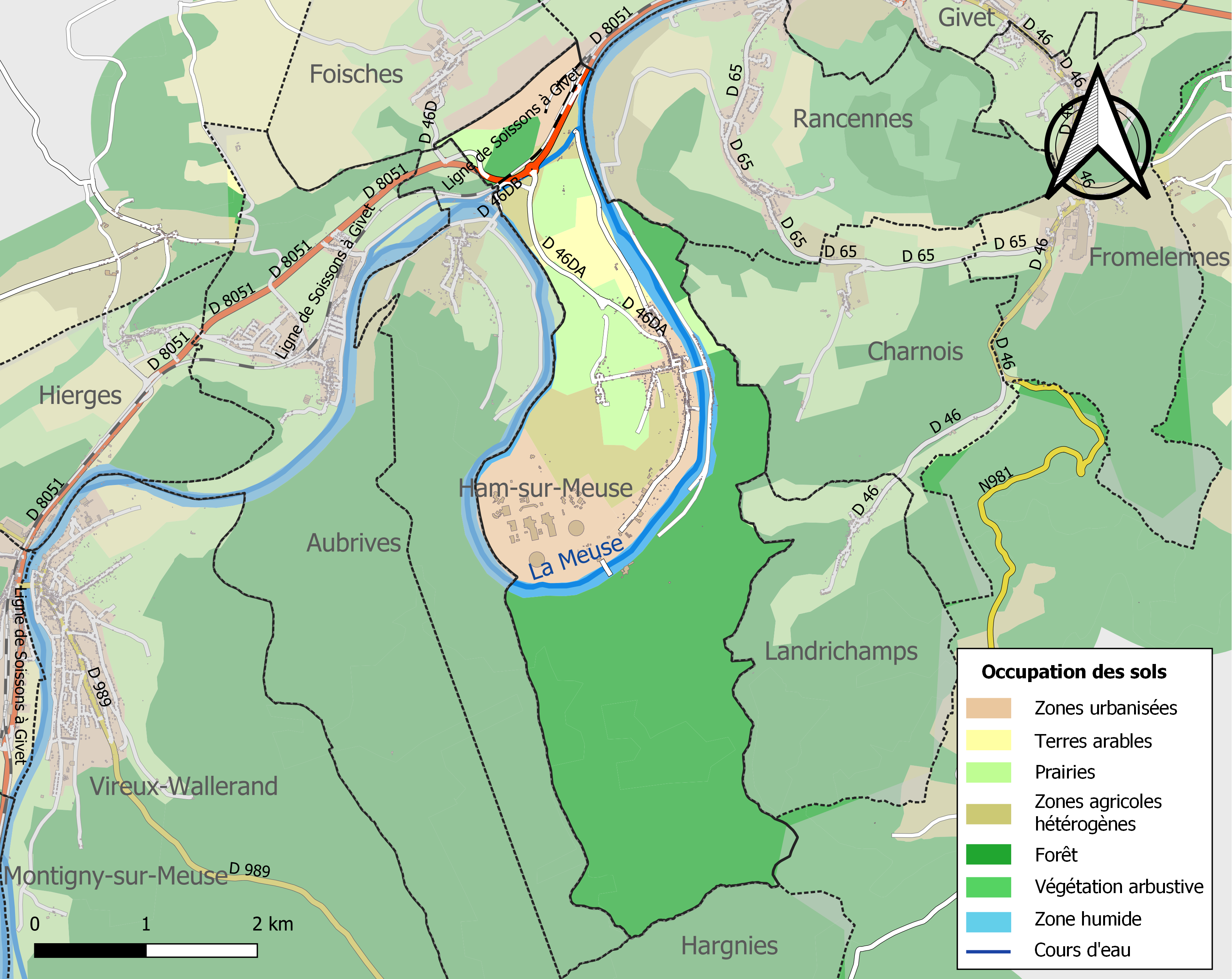
Carte des infrastructures et de l'occupation des sols de la commune en 2018 (CLC).

## Toponymie
Le nom de la localité est attesté sous les formes Calco en 862, Calcus  au XIe siècle, de Calko en 1126.
Du latin calcem « chaux », probablement pour désigner un « four à chaux ».
L'origine du nom du village daterait de la construction d'une villa romaine par un dénommé Calcus, pendant le Ier siècle.

## Histoire
Dès 860, le village était la propriété de l'abbaye de Landrichamps. Un record de 1741 fait le point sur les possessions du comte d'Egmont, l'abbaye et le baron de Hierges. Le village dépendait donc de la principauté de Stavelot-Malmedy, puis de la principauté de Liège à partir de 1768, doyenné de Chimai et archidiaconé de Famenne.
Lors de la bataille de France, des Allemands de l'Aufklärung-Abteilung 32, unité de reconnaissance de la 32. Infanterie-Division de Franz Böhme, franchissent la Meuse et s'infiltrent dans la boucle de Chooz le 13 mai 1940. La rive gauche est défendue par les Français du 62e régiment d'infanterie du lieutenant-colonel Le Barillec, mais elle ne le semble que faiblement aux Allemands du fait de leurs infiltrations réussies ; ceux-ci espèrent alors pouvoir faire franchir en force la Meuse à leur 32e division d'infanterie le jour même. Mais lorsque la division arrive à son tour sur les bords de la Meuse, l'artillerie française du 18e régiment d'artillerie et du fort de Charlemont ouvre le feu sur les concentrations de troupes allemandes sur la rive droite, et les Allemands constatant alors la présence de défenses solides, repoussent alors leur traversée au lendemain. Malgré les pertes infligés par la défense des rives par le II/62e régiment d'infanterie (chef de bataillon Dardant) qui ont dû se passer de l'aide de l'artillerie, les Allemands réussissent à passer le fleuve et s'emparent de Chooz le 14 mai 1940.

### Langue locale
Chooz fait partie du domaine wallon de France. Le lexicographe Jules Waslet (wa), qui a consacré un ouvrage au dialecte givetois, considère que le wallon de Chooz est un sous-dialecte d'ayi (appelé ainsi d'après la manière d’exprimer l’adverbe d’affirmation oui). Ce sous-dialecte présente certaines analogies avec le wallon namurois. Il se rencontre aussi dans les localités proches de Charnois, Fromelennes, Givet, Landrichamps et Rancennes.
Un point de l'Atlas linguistique de la Wallonie est situé à Chooz, à la suite d'une enquête menée en 1949 et 1950 par le philologue Maurice Piron, qui a employé comme témoin le maire d'alors, Jules Briquelet.

## Économie
La commune de Chooz est connue pour sa centrale nucléaire.
- 1962 : Début de la construction du premier réacteur REP français (sous licence américaine Westinghouse)  Le réacteur est bâti dans les installations souterraines creusées par les Allemands pendant la Seconde Guerre mondiale.
- 1967 : mise en service du réacteur de 305 MW.
- Années 1980 : conflit relatif à la construction de deux nouveaux réacteurs PWR en prévision du remplacement de la première tranche de 305 MW. Violents affrontements en 1982. Plusieurs blessés parmi les habitants du  village de Vireux, ainsi que parmi les forces de l'ordre. Le gouvernement socialiste engage les travaux de deux réacteurs de 1450 MW en 1984.
- 1991 : arrêt de la  tranche de 305 MW après 28 ans de fonctionnement. Mise sous cocon en attente d'un démantèlement futur.
- 1997 - 1998 : mise en service des deux nouveaux réacteurs de 1450 MW chacun.
- 2009 : La candidature de Chooz pour un EPR, déposée par le Conseil général est rejetée par le président de la République le 28 janvier.

## Politique et administration
| Période                                  | Période      | Identité           | Étiquette | Qualité                                             |
| ---------------------------------------- | ------------ | ------------------ | --------- | --------------------------------------------------- |
| Les données manquantes sont à compléter. |              |                    |           |                                                     |
|                                          | 1876         | Sohet              |           |                                                     |
| 1877                                     |              | Devaux             |           |                                                     |
| 1977                                     | 1989         | Claude Fiolin      |           |                                                     |
| 1989                                     | 2014         | Michèle Marquet    | PS        | Conseillère générale du canton de Givet (2001-2008) |
| mars 2014                                | juillet 2020 | Gérard Saint-Maxin |           |                                                     |
| juillet 2020                             | En cours     | Jean-Marie Barreda |           | Ancien cadre                                        |

Chooz a adhéré à la charte du parc naturel régional des Ardennes, à sa création en décembre 2011.

## Démographie
L'évolution du nombre d'habitants est connue à travers les recensements de la population effectués dans la commune depuis 1793. Pour les communes de moins de 10 000 habitants, une enquête de recensement portant sur toute la population est réalisée tous les cinq ans, les populations de référence des années intermédiaires étant quant à elles estimées par interpolation ou extrapolation. Pour la commune, le premier recensement exhaustif entrant dans le cadre du nouveau dispositif a été réalisé en 2008.

En 2022, la commune comptait 792 habitants, en évolution de +6,31 % par rapport à 2016 (Ardennes : −2,97 %, France hors Mayotte : +2,11 %).
| 1793 | 1800 | 1806 | 1821 | 1831 | 1836 | 1841 | 1846 | 1851 |
| ---- | ---- | ---- | ---- | ---- | ---- | ---- | ---- | ---- |
| 486  | 449  | 495  | 549  | 570  | 611  | 641  | 667  | 681  |

| 1866 | 1872 | 1876 | 1881 | 1886 | 1891 | 1896 | 1901 | 1906 |
| ---- | ---- | ---- | ---- | ---- | ---- | ---- | ---- | ---- |
| 681  | 680  | 719  | 712  | 718  | 687  | 696  | 684  | 668  |

| 1911 | 1921 | 1926 | 1931 | 1936 | 1946 | 1954 | 1962 | 1968 |
| ---- | ---- | ---- | ---- | ---- | ---- | ---- | ---- | ---- |
| 677  | 569  | 578  | 582  | 604  | 556  | 634  | 630  | 655  |

| 1975 | 1982 | 1990 | 1999 | 2006 | 2008 | 2013 | 2018 | 2022 |
| ---- | ---- | ---- | ---- | ---- | ---- | ---- | ---- | ---- |
| 809  | 802  | 803  | 749  | 762  | 766  | 757  | 745  | 792  |

## Lieux et monuments
- Église Saint-Remi de Chooz.
- Chapelle Saint-Roch de Chooz.
- La statue de Chooz due à Georges Saulterre
- La figure de Prométhée, par Paul Rebeyrolle
- Le pont de Chooz, sur la Meuse, réalisé en 2003 suivant les plans de l'architecte Marc Mimram[36],[37].
- La centrale nucléaire de Chooz, qui abrite l'expérience scientifique Chooz sur les neutrinos.

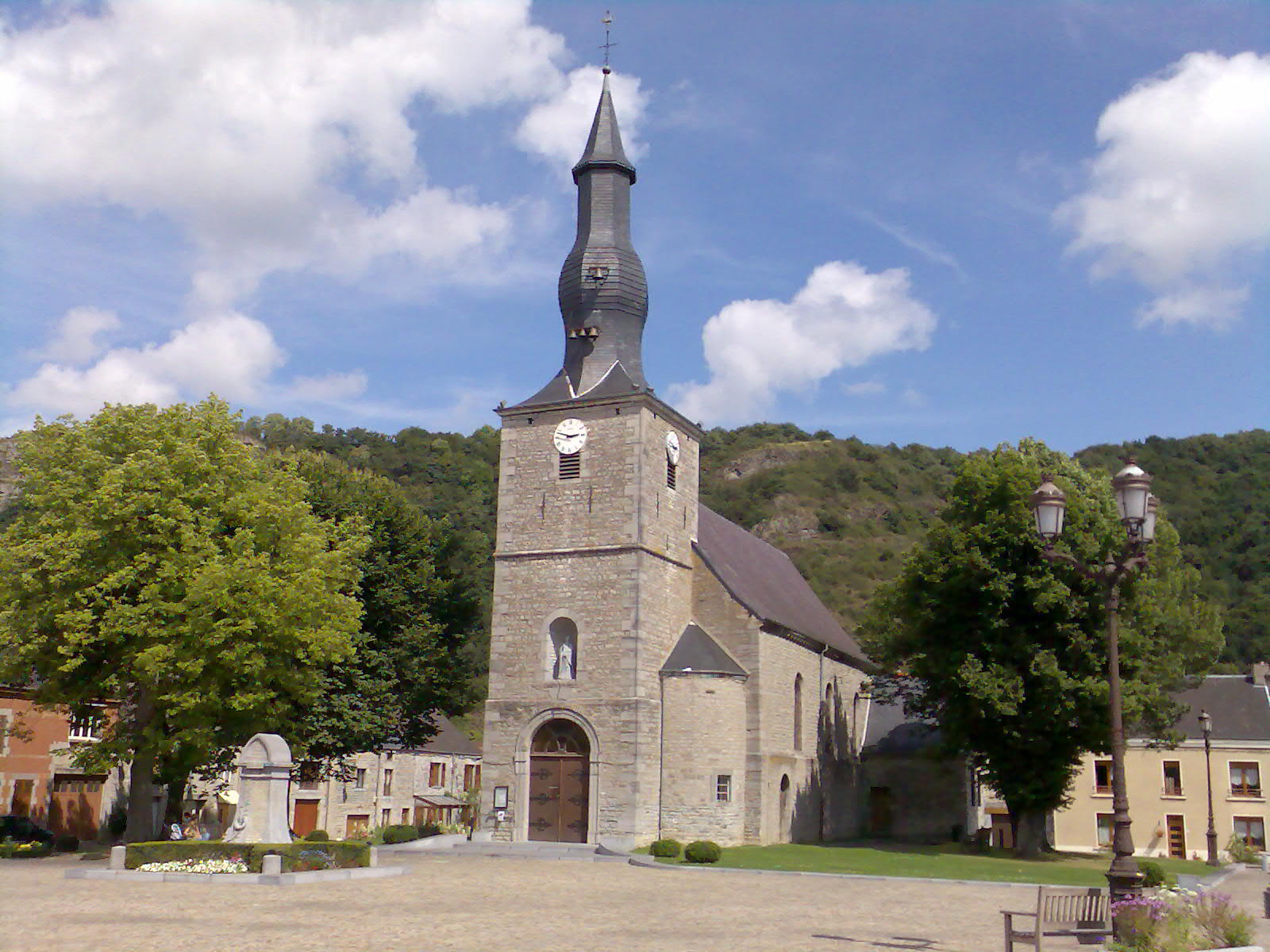
L'église de Chooz.
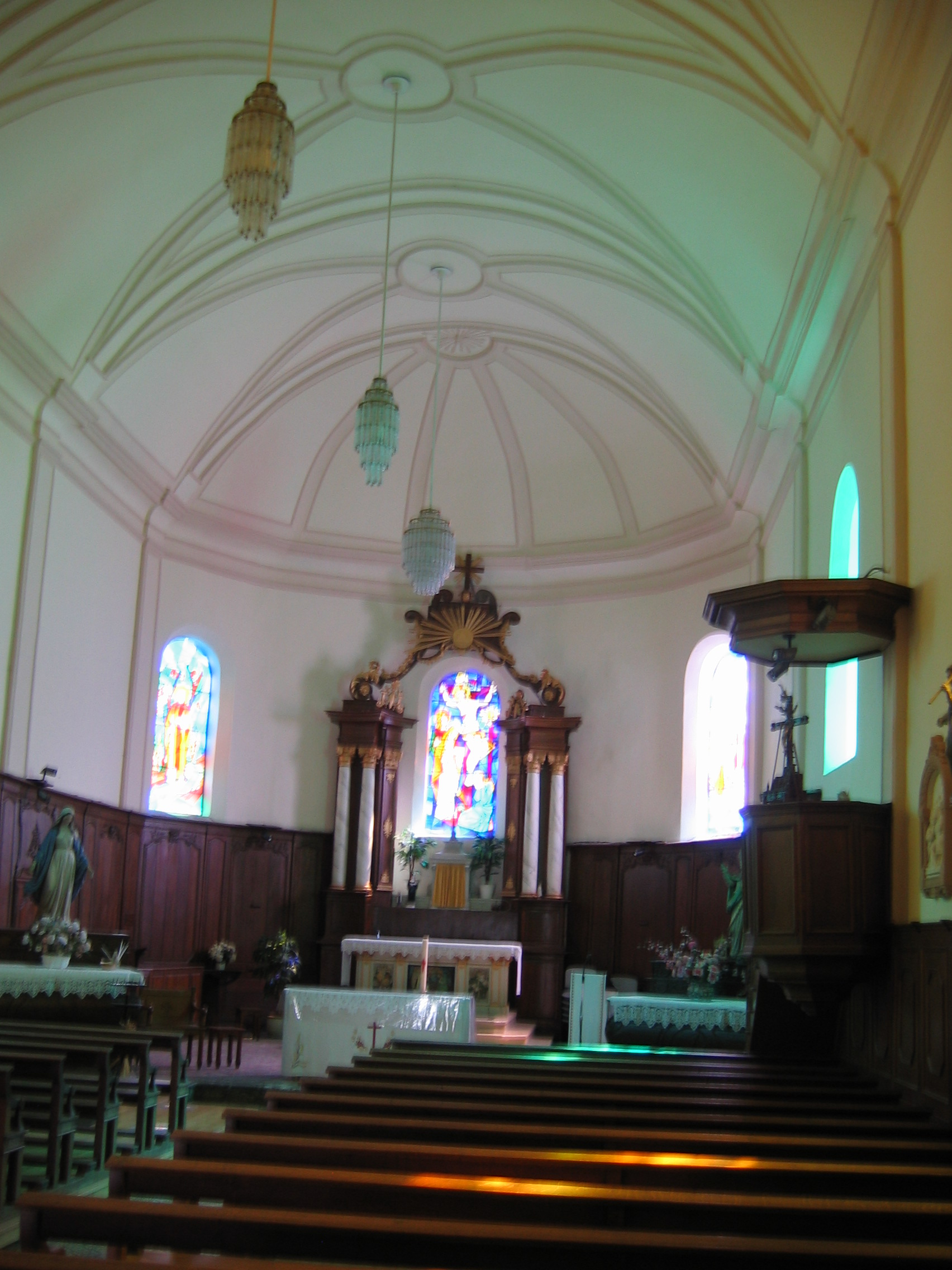
Intérieur de l'église.
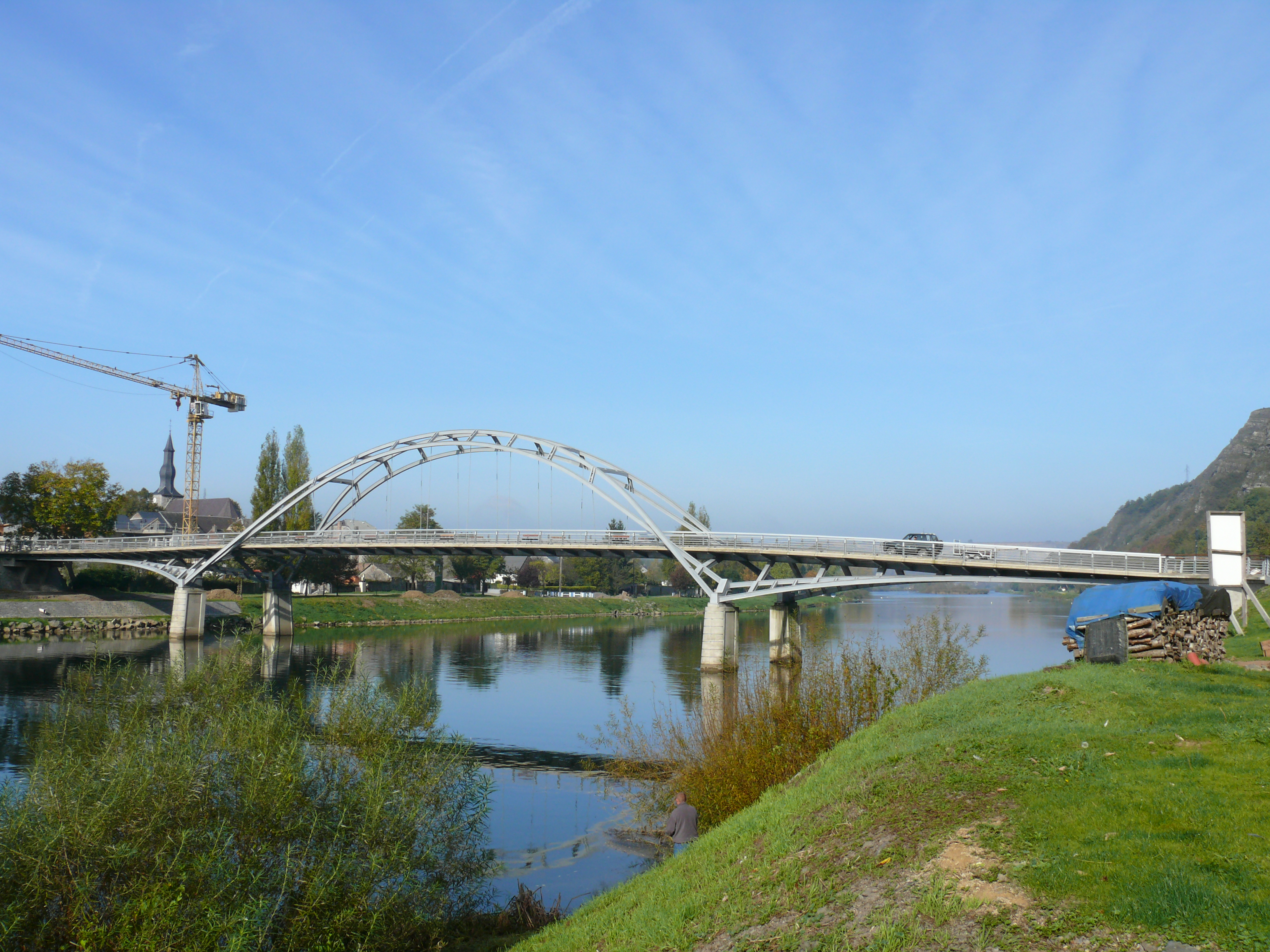
Pont sur la Meuse.
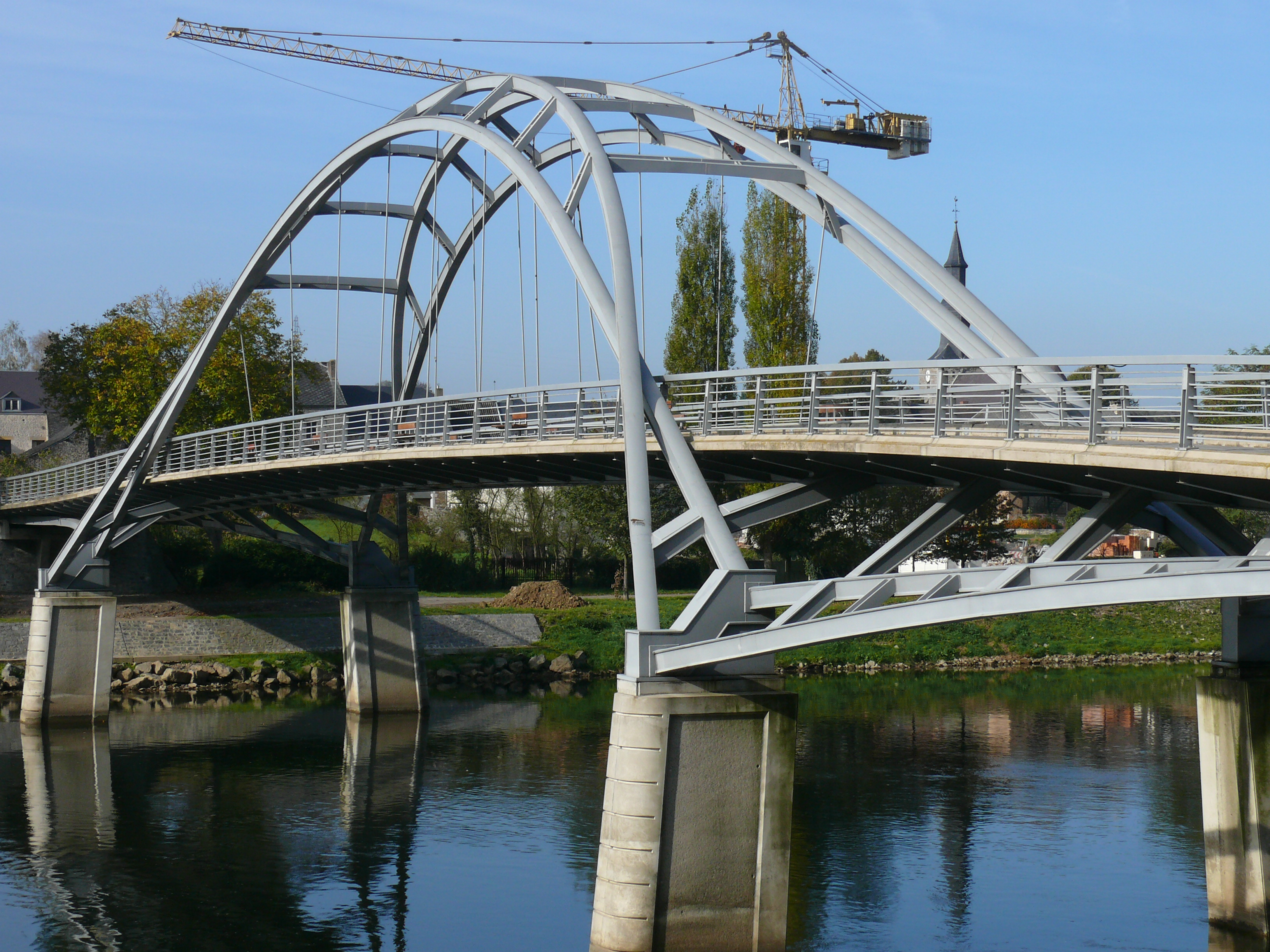
Pont sur la Meuse.

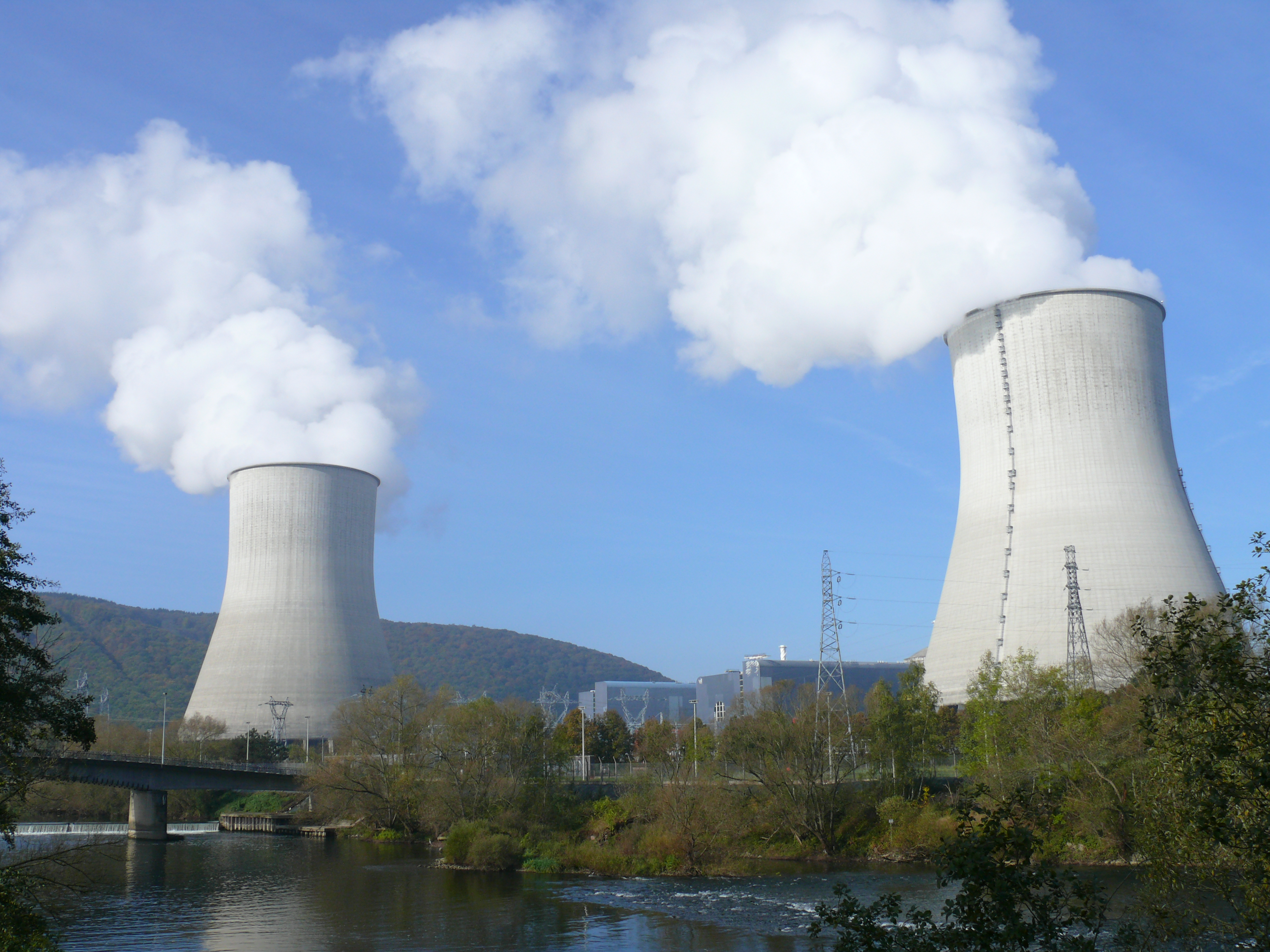
Centrale nucléaire de Chooz.
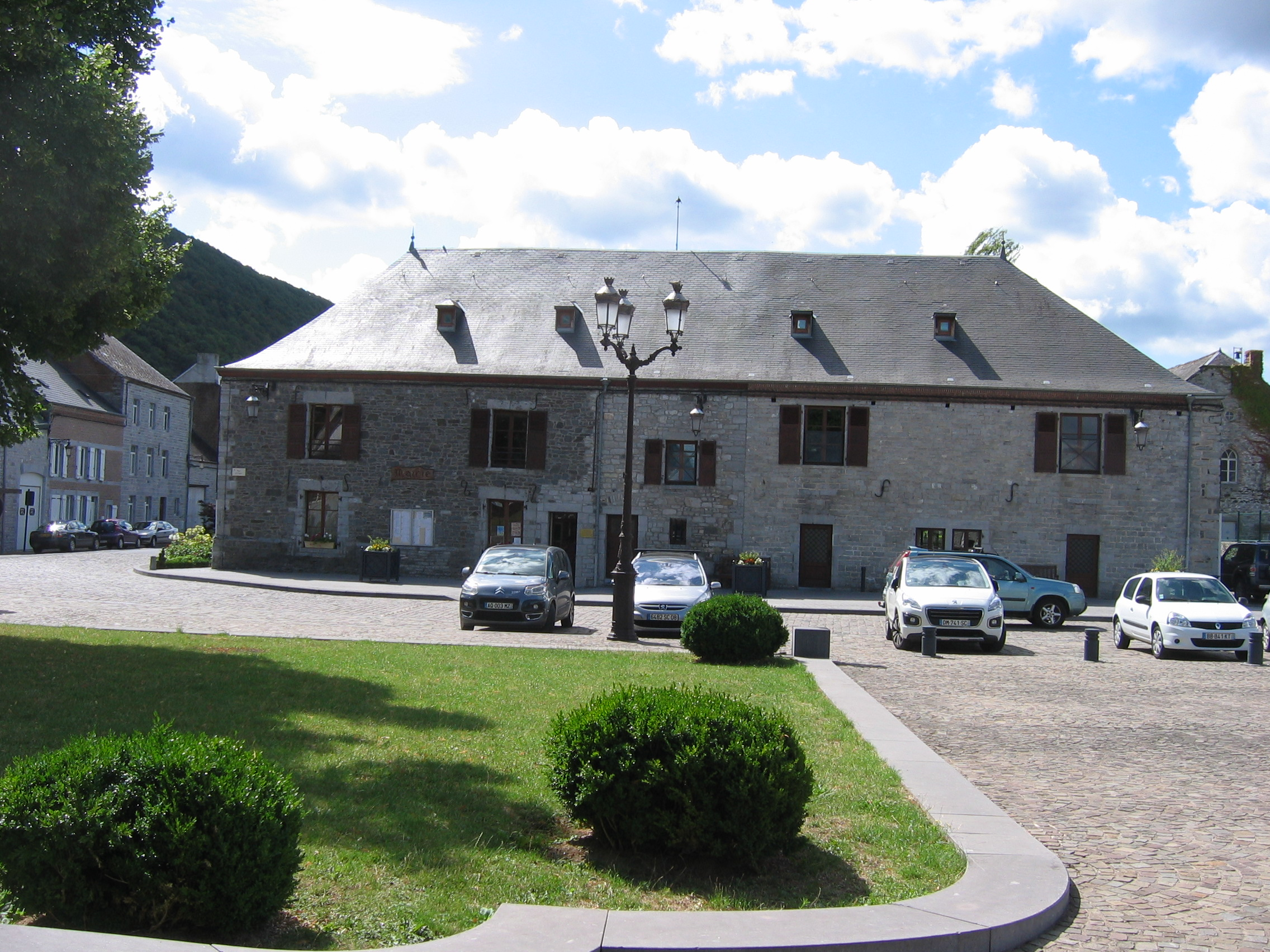
Place du village.
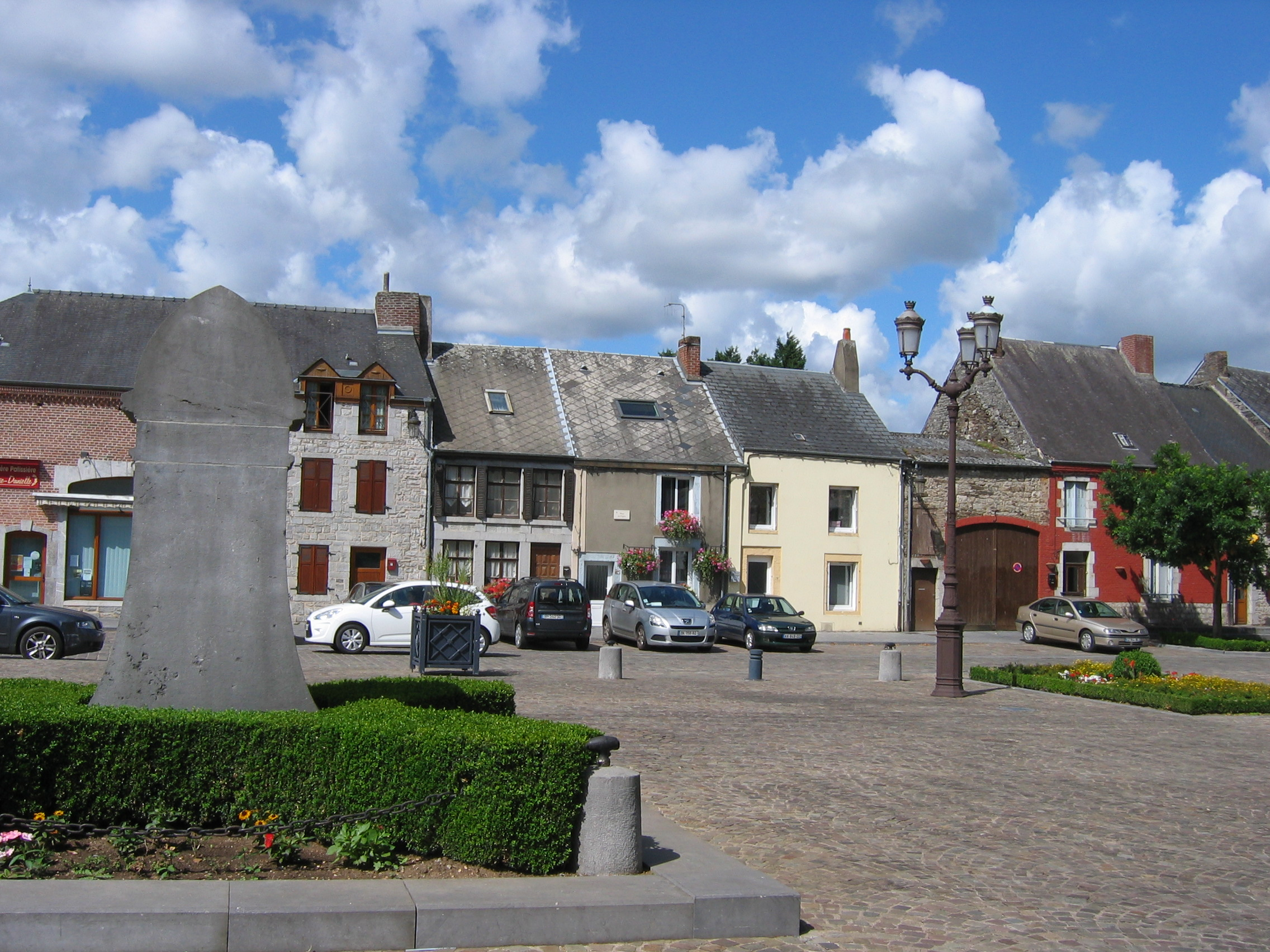
Place du village.

## Personnalités liées à la commune
- Charles Bruneau (1883-1969), linguiste et philologue, passait régulièrement ses vacances dans le village[38].
- Andrée Viénot (1901-1976), femme politique, qui a vécu dans l'entre-deux-guerres à Chooz.
- Dominique Sohet, avocat né à Chooz le 2 août 1728, décédé le 3 mai 1811, a participé aux travaux sur le code civil en France, à la demande du Premier Consul Bonaparte[39].
- Émile Dusart (1892-1919), international français de football, y est né.